# Phục bích tại Ả Rập Xê Út
Phục bích (tiếng Trung: 復辟), còn được phiên âm là phục tích hay phục tịch, nghĩa đen là "khôi phục ngôi vua" là trường hợp một quân chủ đã từ nhiệm hoặc đã bị phế truất hay từng bị lật đổ bởi các cuộc cách mạng và đảo chính trong nước, thậm chí phải lưu vong do nạn ngoại xâm nhưng sau đó khôi phục lại được ngôi vị của mình. Dưới đây liệt kê những cuộc phục bích tại Ả Rập Xê Út.

## Đế quốcẢ Rập
Triều đại Abbasid Khalifah of Baghdad:
- Abu’l-Faḍl Jaʿfar ibn Ahmad al-Muʿtaḍid (tại vị:908-929, phục vị:929-932)

Tháng 2 năm 929, một cuộc nổi dậy của cung điện do Mu'nis al-Muzaffar cầm đầu đã thay thế một thời gian ngắn Abu’l-Faḍl Jaʿfar ibn Ahmad al-Muʿtaḍid bằng người anh trai, Abu Mansur Muhammad ibn Ahmad al-Mu'tadid. Nguyên nhân cuộc biến loạn trên bắt nguồn từ việc khó khăn về tài chính trong đế quốc, lần lượt các thế lực như: Abdullah al-Mahdi Billah hay Abd al-Rahman III lần lượt ly khai, họ thành lập những chính quyền độc lập riêng rẽ. Tuy nhiên, chế độ mới đã thất bại trong việc củng cố chính nó, điều này dẫn đến việc Abu’l-Faḍl Jaʿfar ibn Ahmad al-Muʿtaḍid khôi phục chỉ trong vài ngày, tuy nhiên mâu thuẫn giữa ông và Mu'nis al-Muzaffar thì vẫn còn dai dẳng mãi.
- Abu Mansur Muhammad ibn Ahmad al-Mu'tadid (tại vị:929, phục vị:932-934)

Abu Mansur Muhammad ibn Ahmad al-Mu'tadid lên ngôi lần thứ nhất như một phần trong cuộc xung đột của em trai ông, Abu’l-Faḍl Jaʿfar ibn Ahmad al-Muʿtaḍid với tổng tư lệnh quân đội Abbasid Mu'nis al-Muzaffar ngày càng mạnh mẽ, sự kiện đó diễn ra vào tháng 3 năm 929. Lúc đó, Mu'nis al-Muzaffar phát động một cuộc đảo chính và phế truất Abu’l-Faḍl Jaʿfar ibn Ahmad al-Muʿtaḍid, nhưng chỉ sau vài ngày, Mu'nis al-Muzaffar đã được khôi phục lại Abu’l-Faḍl Jaʿfar ibn Ahmad al-Muʿtaḍid, bấy giờ Mu'nis al-Muzaffar là nhân vật sở hữu quyền lực gần như độc tài đối với chính quyền Abbasid. Năm 932, sau một lần vi phạm khác với Abu’l-Faḍl Jaʿfar ibn Ahmad al-Muʿtaḍid, Mu'nis al-Muzaffar lập tức hành quân về Baghdad. Abu’l-Faḍl Jaʿfar ibn Ahmad al-Muʿtaḍid đã cố gắng đối đầu với ông ta, nhưng lực bất tòng tâm nên đã bị giết trong trận chiến sau đó, Abu Mansur Muhammad ibn Ahmad al-Mu'tadid được đưa lên ngôi lần thứ hai trong hoàn cảnh đó.

## Tiểu vương quốcHejaz
- Abul-Futuh Hasan (tại vị:994-1010, phục vị:1012-1039)

Năm 1010, Abul-Futuh Hasan đã chia thời kỳ thống trị của Abul-Futuh Hasan thành hai giai đoạn, sự ngắt quãng này được duy trì trong khoảng hai năm.
- Da'ud (tại vị:1174-1175, phục vị:1176)

Năm 1175, Da'ud mất ngôi khi Mukaththir nổi dậy làm cuộc đảo chính, đến năm 1176 thì Al-Qasim III tạo phản đánh đuổi Mukaththir để cướp chính quyền. Da'ud tận dụng cơ hội quay lại lật đổ Al-Qasim III phục vị, nhưng chỉ ít lâu sau Mukaththir đã kịp thời khôi phục ngai vàng, Da'ud đành  tháo chạy, chấp nhận mất ngôi lần thứ hai.
- Mukaththir (tại vị:1175-1176, phục vị:1176-1194)

Năm 1176, Mukaththir bị cướp mất địa vị bởi Al-Qasim III, Da'ud thừa thế quay lại phục hồi, tuy nhiên Mukaththir đã không để tình trạng hỗn loạn kéo dài, ông nhanh chóng lật ngược thế cờ để lần thứ hai cai trị Tiểu vương quốc Hejaz.
- Rajih (tại vị:1232-1240, phục vị:1240-1241, tái phục vị:1245-1254)

Năm 1240, Shiha ibn al-Qasim cản trở Rajih trên con đường công danh sự nghiệp, tuy chỉ có vài tháng ngắn ngủi nhưng cũng làm thế cuộc nhiễu nhương xáo trộn. Năm 1241, đến lượt Abu-Sa'ad al-Hasan ibn Ali tạo sự khác biệt khi hạ bệ thành công Rajih, năm 1245 Abu Numai Muhammed I xuất hiện đoạt lấy vương quyền nhưng không duy trì được lâu thì bị Rajih cướp lại.
- Abu Numai Muhammed I (tại vị:1245, phục vị:1288-1301)

Năm 1245, Abu Numai Muhammed I vừa bước lên vũ đài chính trị, chưa kịp định thần thì đã mất ngôi bởi Rajih trở về. Sau đó có ba nhân vật nối nhau tiếp quản ngai vàng gồm: Ganim I (1254), Idris I (1254-1270) và Djammaz ibn Shiha (1270-1288) cho đến lúc Abu Numai Muhammed I khẳng định được quyền lực tuyệt đối lần thứ hai của mình.

## Tiểu vương quốc Mecca
- Zayd ibn Muḥsin ibn usayn ibn Ḥasan ibn Abī Numayy (tại vị:1631–1632, phục vị:1632–1666)

Tháng 3 năm 1632, tin tức tình báo cho Mecca biết một đội quân binh lính bất ổn đã rời Yemen và đang trên đường đến Mecca, sau khi đến Al Qunfudhah, chỉ huy của họ là Kor Mahmud và Ali Bey đã gửi lời đến Mecca, ngỏ ý muốn vào thành phố trên đường đến Ai Cập. Sợ hãi trước sự rối loạn mà đội quân ô hợp sẽ gây ra, Zayd ibn Muḥsin ibn usayn ibn Ḥasan ibn Abī Numayy và người đồng trị vì Muhammad ibn Abd Allah ibn Hasan đã từ chối, phiến quân liền liên minh với Nami ibn Abd al-Muttalib, một ứng cử viên cho tiểu vương quốc, quyết định tiến vào thành phố bằng vũ lực. Zayd ibn Muḥsin ibn usayn ibn Ḥasan ibn Abī Numayy và Muhammad ibn Abd Allah ibn Hasan đã thu thập lực lượng của mình, tổ chức đánh chặn quân đội tiến công, hai bên đã gặp nhau trong trận chiến gần Wadi al-Biyar. Sau khi chiến đấu ác liệt, lực lượng của Tiểu vương quốc đã bị đánh bại, Muhammad ibn Abd Allah ibn Hasan tử trận, Zayd ibn Muḥsin ibn usayn ibn Ḥasan ibn Abī Numayy rút lui về phía Wadi Marr al-Zahran. Phiến quân tiến vào Mecca, Nami ibn Abd al-Muttalib được tuyên bố là tân tiểu vương, và ông ta đã bổ nhiệm người anh em họ Abd al-Aziz ibn Idris ibn Hasan làm người đồng cai trị với mình. Sau rời khỏi khỏi tiểu vương quốc, Zayd ibn Muḥsin ibn usayn ibn Ḥasan ibn Abī Numayy đã đến Medina, ở đó ông thông báo tình hình Mecca đến Halil Pasha, thống đốc Thổ Nhĩ Kỳ tại Ai Cập. Halil Pasha phái 3500 binh sĩ đến Hejaz bằng đường bộ và đường biển, Nami ibn Abd al-Muttalib hay tin chỉ đạo phiến quân di tản Mecca, đồng thời tự rào chắn tại pháo đài Turbah. Zayd ibn Muḥsin ibn usayn ibn Ḥasan ibn Abī Numayy và quân đội Ai Cập tiến vào Mecca mà không gặp sự kháng cự nào đáng kể, họ bao vây pháo đài trong khoảng hai mươi ngày, kết quả đã tiêu diệt hầu hết phiến quân bên trong, bắt được Kor Mahmud, Nami ibn Abd al-Muttalib và Abd al-Aziz ibn Idris ibn Hasan, sau đó đưa họ trở lại Mecca xử tử.
- Sa‘d ibn Zayd ibn Muḥsin (tại vị:1666–1667, phục vị lần một:1668–1670, phục vị lần hai:1670-1671, phục vị lần ba:1693–1694, phục vị lần bốn:1794-1702)

Năm 1667, Muhsin ibn Ahmad thế chỗ Sa‘d ibn Zayd ibn Muḥsin nhưng năm sau thì bị trục xuất, đến năm 1670 đến lượt Hamud bin Abdullah bin Hasan làm cuộc chính biến, tuy nhiên ngay trong năm đó Sa‘d ibn Zayd ibn Muḥsin đã chiếm lại ngai vàng. Từ năm 1669, Sa‘d ibn Zayd ibn Muḥsin cộng trị với Ahmad bin Zaid, đến năm 1671 cả hai đều bị Abu al-Barakat III ibn Muhammad hạ bệ. Cho đến năm 1693, qua nhiều cuộc thăng trầm của lịch sử, Sa‘d ibn Zayd ibn Muḥsin lấy lại vương quyền từ tay Said bin Saad. Nhưng năm 1694, Abdullah bin Hasyim xuất hiện như một kẻ ngáng đường khiến sự cai trị của ông bị ngắt quãng trong một thời gian ngắn, Sa‘d ibn Zayd ibn Muḥsin giữ vững vương quốc của mình cho đến hết đời sau khi đánh bại quân phản loạn.
- Muhsin ibn Ahmad (tại vị:1667-1668, phục vị:1789-1791)

Năm 1668, Muhsin ibn Ahmad mất ngai vàng bởi người tiền nhiệm Sa‘d ibn Zayd ibn Muḥsin quay trở lại phục bích, mãi đến năm 1789 ông mới lấy lại địa vị sau nhiều cuộc thay ngôi đổi chủ: Sa‘d ibn Zayd ibn Muḥsin hai lần (1668-1670, 1670-1671) vì sự chen ngang của Hamud bin Abdullah bin Hasan (1670), trong đó Ahmad bin Zaid cộng trị với Sa‘d ibn Zayd ibn Muḥsin từ 1669-1671. Tiếp đó lần lượt có: Abu al-Barakat III ibn Muhammad (1671-1672), Barakat bin Muhammad (1672-1682), Said bin Barakat (1682-1683), Ibrahim bin Muhammad (1683-1684), Ahmad bin Zaid lần thứ nhì (1684-1688) và Ahma bin Ghalib (1688-1689).

- Said bin Saad (tại vị:1691-1693, phục vị:1702-1704, tái phục vị:1705, hựu tái phục vị:1711–1717)

Năm 1693, Said bin Saad chịu mất ngôi bởi sự phục bích lần thứ ba của Sa‘d ibn Zayd ibn Muḥsin, cho đến năm 1702 ông mới giành lại ngai vàng khi Sa‘d ibn Zayd ibn Muḥsin qua đời. Năm 1704, địa vị của Said bin Saad lại bị tuột mất bởi Abdulmuhsin bin Ahmad, nhưng chỉ trong năm đó Abdulkarim bin Muhammed đã lật nhào Abdulmuhsin bin Ahmad. Năm 1705, Said bin Saad cố gắng chiếm lại vương quốc nhưng chỉ trong chốc lát lại thất bại, mãi đến năm 1711 ông mới thành công để trở thành quân chủ lần thứ năm.
- Ahmed bin Zeid (tại vị:1669–1671, phục vị:1684–1688)

Năm 1671, Ahmed bin Zeid và người đồng cai trị Sa‘d ibn Zayd ibn Muḥsin đều bị mất ngôi bởi Abu al-Barakat III ibn Muhammad, đến năm 1682 thì có Said I ibn Barakat và năm 1683 có Ibrahim ibn Muhammad nối tiếp nhau làm quân chủ, cho đến năm 1684 thì Ahmed bin Zeid phục bích.
- Abdulkarim bin Muhammed (tại vị:1704–1705, phục vị:1705–1711)

Năm 1705, Said bin Saad lên ngôi lần thứ ba, làm cho sự cai trị của Abdulkarim bin Muhammed bị chia làm hai thời kỳ, cho đến năm 1711 thì Said bin Saad lại khẳng định được quyền lực của mình lần thứ tư khi ông ta hạ bệ Abdulkarim bin Muhammed một lượt nữa.
- Abdullah III bin Said (tại vị:1717–1718, phục vị:1724–1731)

Năm 1718, sau một năm cai trị, Abdullah III bin Said được thay thế bởi Yahya bin Barakat (1718–1720), tiếp đó Mubarak bin Ahmad hai lần gián đoạn (1720–1722, 1723-1724) xen giữa là Barakat ibn Yahay (1722–1723) nối nhau cầm quyền, cho đến năm 1724 thì Abdullah III bin Said quay trở lại phục tích.
- Mubarak ibn Ahmad (tại vị:1720-1722, phục vị:1723-1724)

Năm 1722, Barakat ibn Yahay cướp chính quyền từ tay Mubarak ibn Ahmad, tuy nhiên chưa đầy một năm Mubarak ibn Ahmad đã giành lại được ngôi báu, mặc dù vậy ông cũng chỉ giữ nổi ngai vàng không quá một năm trước khi Abdullah III bin Said trở lại.
- Muhammed ibn Abdullah (tại vị:1731-1732, phục vị:1733-1734)

Năm 1732, Muhammed ibn Abdullah thất bại vì sự trỗi dậy của Masud I ibn Said, rất nhanh chóng chỉ sang năm 1733 ông đã đoạt lại quyền hành, nhưng đến năm 1734 thì quyền hành đó cũng bị tước đoạt lần thứ hai bởi Masud I ibn Said.
- Masud I ibn Said (tại vị:1732-1733, phục vị:1734-1752)

Năm 1733, Masud I ibn Said bị Muhammed ibn Abdullah lật đổ, tuy nhiên ông đã khôi phục cơ nghiệp gần như ngay lập tức vào năm sau.
- Musa'id ibn Sa'id (tại vị:1752–1759, phục vị:1760–1770)

Năm 1758, Sayyid Abd Allah al-Fa'ar, một đồng minh cũ của Musa'id ibn Sa'id cố gắng hạ bệ ông với sự hỗ trợ từ các Tiểu vương quốc Ai Cập và Syria của Hajj, Keşkeş Hüseyin Bey và Çeteci Abdullah Pasha. Các binh sĩ đã nắm quyền kiểm soát Masjid al-Haram, họ tuyên bố Sharif Mubarak ibn Muhammad ibn Abd Allah ibn Sa'id làm Tiểu vương, nhưng trận chiến ở Mecca kết thúc với chiến thắng của Musa'id ibn Sa'id. Năm sau, Çeteci Abdullah Pasha trở lại là Tiểu vương quốc Syria của Syria, lần này có được sự giúp đỡ từ đế quốc Ottoman, ông ta đã phế truất Musa'id ibn Sa'id và thay thế bằng người anh trai Ja'far ibn Sa'id vào tháng 8 năm 1759. Sau sự ra đi của Çeteci Abdullah Pasha và đoàn lữ hành Hajj khỏi Mecca, Ja'far ibn Sa'id đã đạt được thỏa thuận với Musa'id ibn Sa'id, theo đó cho phép ông trở lại ngai vàng vào ngày 6 tháng 9 năm 1759, còn Ja'far ibn Sa'id chuyển đến Ta'if làm vườn cây cho đến hết đời.
- Abd al-Muin bin Musaid (tại vị:1788, phục vị:1803–1813)

Năm 1788, Abd al-Muin bin Musaid đăng cơ sau cái chết của người anh trai Surur ibn Musa'id, nhưng vài ngày sau ông quyết định thoái vị để nhường ngôi cho một người anh trai khác là Ghalib ibn Musa'id. Ông đã hỗ trợ Ghalib ibn Musa'id trong thời gian cầm quyền của anh trai mình, lãnh đạo một số cuộc thám hiểm quân sự chống lại Tiểu vương quốc Diriyah của Saudi - Wahhabi. Vào tháng 4 năm 1803 khi lực lượng Wahhabi hành quân đến Mecca, Ghalib ibn Musa'id đã chỉ định Abd al-Muin bin Musaid làm quân chủ Tiểu vương quốc trước khi rút lui về Jeddah, Abd al-Mu'in bin Musaid đã đầu hàng thành phố để Saud ibn Abd al-Aziz và được đặt làm Tiểu vương quốc dưới sự thống trị của Saudi. Vào tháng 7 năm 1803, Abd al-Muin bin Musaid kêu gọi Ghalib ibn Musa'id trở lại thành phố cùng với quân đội của mình và đánh đuổi quân đồn trú Wahhabi, hai anh em quyết định thực hiện chế độ cộng trị.
- Ghalib ibn Musa'id (tại vị:1788-1803, phục vị:1803-1813)

Năm 1803, Ghalib ibn Musa'id nhường quyền điều hành đất nước cho Abd al-Muin bin Musaid trong cuộc chiến chống lại lực lượng Wahhabi, ông lui về Jeddah. Ít lâu sau, Abd al-Muin bin Musaid tạm thời đầu hàng Tiểu vương quốc Diriyah và vẫn được giữ nguyên ngôi vị, Ghalib ibn Musa'id được em trai mời ra làm vua lần thứ hai, họ phối hợp với nhau đánh đuổi quân Wahhabi rồi thực hiện chế độ cộng trị.
- Abd al-Muttalib bin Ghalib (tại vị:1827, phục vị:1851–1856, tái phục vị:1880–1881)

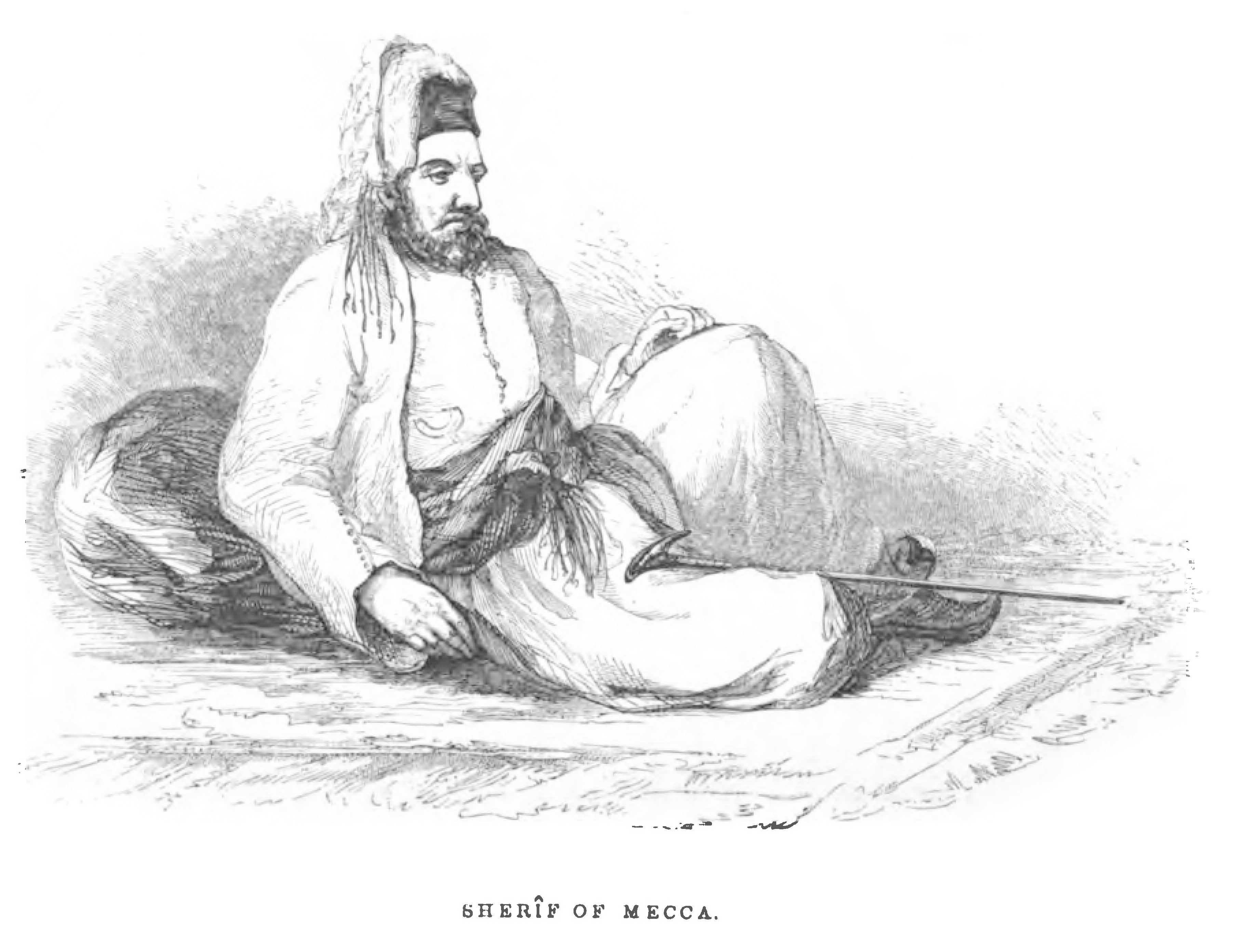
Muhammed bin Abd al-Muin bin Awn bin Muhsin bin Abdullah bin al-Hussain bin Abdullah I

Năm 1827, Abd al-Muttalib bin Ghalib vừa lên ngôi chưa nóng chỗ đã phải dời nhiệm sở, vì Muhammad Ali Pasha al-Mas'ud ibn Agha của Ai Cập điều động Muhammed bin Abd al-Muin bin Awn bin Muhsin bin Abdullah bin al-Hussain bin Abdullah I sang thay thế. Năm 1851, Abd al-Muttalib bin Ghalib mới quay lại Tiểu vương quốc Mecca đẻ nhậm chức lần thứ nhì, nhưng đến năm 1856 ông lại phải chuyển đi để nhượng lại địa vị của mình cho Muhammed bin Abd al-Muin bin Awn bin Muhsin bin Abdullah bin al-Hussain bin Abdullah I một lần nữa. Sau khi Muhammed bin Abd al-Muin bin Awn bin Muhsin bin Abdullah bin al-Hussain bin Abdullah I từ trần vào năm 1858, có hai nhân vật là Abdullah bin Muhammed (1858–1877) và Hussein bin Muhammed (1877–1880) lần lượt lên cầm quyền trước khi Abd al-Muttalib bin Ghalib tái nhiệm lần thứ ba vào năm 1880.
- Muhammed bin Abd al-Muin bin Awn bin Muhsin bin Abdullah bin al-Hussain bin Abdullah I (tại vị:1827–1851, phục vị:1856–1858)

Năm 1851, Muhammed bin Abd al-Muin bin Awn bin Muhsin bin Abdullah bin al-Hussain bin Abdullah I được thay thế bởi người tiền nhiệm Abd al-Muttalib bin Ghalib, đến năm 1856 ông quay lại vị trí của mình.
- Abd al-Ilah bin Muhammed (tại vị:1881–1882, phục vị:1908)

Năm 1882, Abd al-Ilah bin Muhammed thôi giữ chức Sharif của Mecca, Awn ar-Rafiq bin Muhammed (1882–1905) và Ali bin Abdullah bin Muhammed (1905–1908) lần lượt đảm nhiệm cương vị này. Năm 1908, sau khi Ali bin Abdullah bị phế truất, Abd al-Ilah bin Muhammed được tái bổ nhiệm nhưng chưa kịp đến Mecca thì đột ngột qua đời, Hussein bin Ali Pasha được điều động sang thay thế ông.

## Tiểu vương quốc Nejd
- Turki bin Abdullah bin Muhammad (tại vị:1819–1820, phục vị:1824–1834)

Năm 1820, Turki bin Abdullah bin Muhammad trở thành "vong quốc chi quân" khi người Ai Cập đem binh xâm lược, Muhammad Ali đã thành công trong việc thôn tính và sáp nhập Tiểu vương quốc Nejd. Turki bin Abdullah bin Muhammad đã chiến đấu để bảo vệ Diriyah chống lại người Ai Cập và trốn thoát khi thành phố này khi nó bị Ibrahim Pasha chiếm giữ vào năm 1818, đánh dấu sự kết thúc của Nhà nước Ả Rập thứ nhất. Ông đã dành hai năm tiếp theo để ẩn náu vì cuộc đàn áp Al Saud, với Abdullah bin Saud được gửi đến İstanbul để bị Thổ Nhĩ Kỳ xử tử, Turki bin Abdullah bin Muhammad hợp tác với Mohammad bin Mushari bin Muammar (Ibn Muammar), một khách hàng Ả Rập của Muhammad Ali, người khao khát tự mình cai trị Najd. Tuy nhiên, khi Mushari bin Saud - anh trai vị Imam cuối cùng - trốn thoát khỏi sự giam cầm của Ai Cập để tái khẳng định sự cai trị của Saudi, Turki bin Abdullah bin Muhammad đã tham gia với ông và được bổ nhiệm làm thống đốc Riyadh. Tuy nhiên, Ibn Muammar đã nhanh chóng đè bẹp cuộc nổi dậy và giam cầm Mushari bin Saud, Turki bin Abdullah bin Muhammad trả thù bằng cách bắt Ibn Muammar và con trai (còn có tên Mushari). Một nỗ lực trao đổi cả hai người cho Mushari bin Saud trước khi người thứ hai bị trả lại quyền nuôi con của Ai Cập đã thất bại, dẫn đến việc xử tử Ibn Muammar và con trai ông này, Turki bin Abdullah bin Muhammad sau đó bị buộc phải trốn trở lại. Đến thời điểm này, nhiều thành viên cấp cao của Nhà Saud đã bị giết, bị lưu đày hoặc bị giam cầm, khiến Turki bin Abdullah bin Muhammad trở thành một trong số ít người trong gia đình sẵn sàng và có thể đảm nhận vai trò lãnh đạo. Năm 1823, Turki bin Abdullah bin Muhammad tái lập để thành lập liên minh với Sawaid, người trị vì Jalajil ở Sudair, và đã sớm thành lập chính mình tại Irqah, sau đó tiếp tục xâm nhập vào Najd, chiếm giữ các khu định cư lớn như Durma và Manfuhah để cô lập Riyadh và đồn trú của Ai Cập. Đến tháng 8 năm 1824, chính Riyadh bị bao vây và thất thủ vài tháng sau đó, Turki bin Abdullah bin Muhammad chỉ định nó là thủ đô mới của Saudi vì Diriyah đã bị tàn phá và phần lớn bị người Ai Cập tước đoạt trong thời gian chiếm đóng, mặc dù thành công trong việc tái lập một chính thể Ả Rập khả thi, nhưng Turki bin Abdullah bin Muhammad vẫn chọn duy trì một chư hầu danh nghĩa của đế quốc Ottoman do những gì đã xảy ra với Abdullah bin Saud.
- Faisal bin Turki bin Abdullah Al Saud (tại vị:1834–1838, phục vị:1843–1865)

Năm 1838, Faisal bin Turki bin Abdullah Al Saud buộc phải lưu vong, sự cai trị của ông bị lực lượng Ottoman phản đối, thống đốc Ả Rập Ai Cập là Khurshid Pasha đã ủng hộ một ứng cử viên đối thủ có tên Khalid ibn Saud ibn Abd al Aziz lên làm vua Nejd. Faisal bin Turki bin Abdullah Al Saud chạy trốn khỏi thành phố, ông lánh nạn với các hoàng tử al Khorayef của các bộ lạc Bani Tamim. Năm 1841, Abdallah ibn Thunayan ibn Ibrahim ibn Thunayan ibn Saud tiến hành chính biến lật đổ Khalid ibn Saud ibn Abd al Aziz, Faisal bin Turki bin Abdullah Al Saud đã cố gắng thỏa thuận với Khurshid Pasha, nhưng bị buộc phải đi lưu vong lần thứ hai ở Cairo. Năm 1843, Faisal bin Turki bin Abdullah Al Saud trốn thoát khỏi bị giam cầm một lần nữa và trở về Riyadh, ông dễ dàng đánh bại Abdallah ibn Thunayan ibn Ibrahim ibn Thunayan ibn Saud. Faisal bin Turki bin Abdullah Al Saud phụ thuộc vào một liên minh chặt chẽ với gia đình Hail Al Rashid, Abdullah bin Rashid đóng một vai trò quan trọng trong thành công của ông và hai gia đình đã được kết hôn rộng rãi, đổi lại, Faisal bin Turki bin Abdullah Al Saud bổ nhiệm Abdullah bin Rashid làm người thừa kế của Ha'il.
- Abdallah ibn Faisal ibn Turki (tại vị:1865–1871, phục vị:1871-1873, tái phục vị:1876–1889)

Abdallah ibn Faisal ibn Turki, với tư cách là con trai lớn nhất của Faisal bin Turki bin Abdullah Al Saud, đã được chỉ định là người thừa kế và chỉ huy quân sự trong khi người em khác mẹ Saud bin Faisal bin Turki được gửi đến al-Kharj ở miền nam Najd với tư cách là thống đốc, một phần để giảm ma sát đang phát triển giữa hai anh em. Abdullah ibn Faisal ibn Turki và người anh em trung thành Muhammad bin Faisal ban đầu tỏ ra quá mạnh mẽ đối với Saud bin Faisal bin Turki, nhưng vào tháng 12 năm 1870, Saud bin Faisal bin Turki được sự trợ giúp của các nhà cai trị Ô-man, Abu Dhabi và Bahrain, đã đánh bại lực lượng của Abdallah ibn Faisal ibn Turki và bắt Muhammad bin Faisal. Abdallah ibn Faisal ibn Turki trốn khỏi Riyadh và Saud bin Faisal bin Turki tự xưng là Imam vào tháng 5 năm 1871, ngay sau đó, một cuộc nổi loạn khác làm rung chuyển vương quốc, Saud bin Faisal bin Turki bị Abdullah ibn Faisal bin Turki buộc phải ra ngoài, ông lấy lại thủ đô, nguyên do cũng bởi Saud bin Faisal bin Turki cũng đã ghẻ lạnh dân chúng bởi sự phụ thuộc vào các bộ lạc từ phía đông. Trong khi đó, Abdullah ibn Faisal ibn Turki đã yêu cầu sự giúp đỡ từ Midhat Pasha, thống đốc Baghdad của đế quốc Ottoman, Midhat Pasha đã tận dụng cơ hội để càn quét vào tỉnh al-Hasa, nơi Muhammad bin Faisal bị giam giữ bởi con trai của Saud bin Faisal bin Turki, Abdul-Aziz. Muhammad bin Faisal được thả ra, và cuối cùng hai anh em Abdullah ibn Faisal ibn Turki và Muhammad bin Faisal đã có thể quay trở lại Riyadh. Tuy nhiên, Saud bin Faisal bin Turki cùng với những người theo Ajman của mình, đã chiếm lại Riyadh vào tháng 1 năm 1873 và Abdallah ibn Faisal ibn Turki và Muhammad bin Faisal đành phải đi lưu vong giữa các bộ lạc Mutayr và Utaiba. Vào tháng 1 năm 1875, Saud bin Faisal bin Turki chết vì vết thương chiến đấu và bệnh đậu mùa, người em trai út Abdul Rahman bin Faisal lợi dụng thời cơ cướp lấy chính quyền, nhưng chỉ một năm sau Abdallah ibn Faisal ibn Turki đã kịp thời trở lại để lên ngôi lần thứ ba.
- Saud bin Faisal bin Turki (tại vị:1871, phục vị:1873–1875)

Năm 1871, Saud bin Faisal bin Turki trở thành nhân vật cai trị Tiểu vương quốc Nejd sau khi đánh bại anh trai cùng cha khác mẹ Abdallah ibn Faisal ibn Turki, nhưng ngay trong năm đó ông đã bị lật đổ bởi chính anh trai mình. Năm 1873, Saud bin Faisal bin Turki lại nổi dậy đánh đuổi được Abdallah ibn Faisal ibn Turki để cầm quyền lần thứ hai, đến năm 1875 thì ông mất.

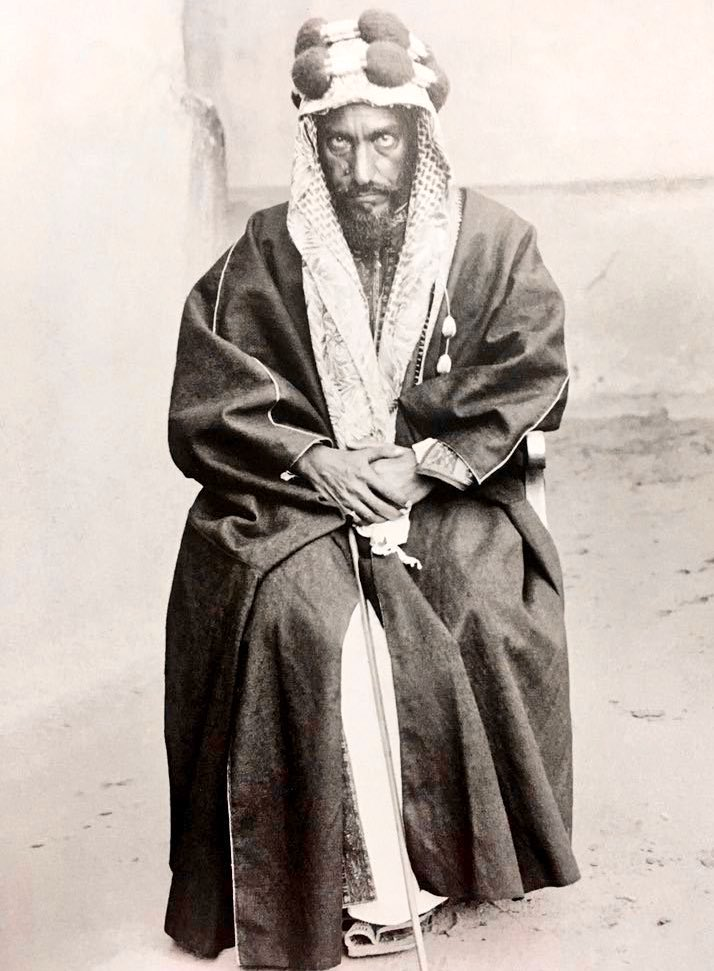
Abdul Rahman bin Faisal

- Abdul Rahman bin Faisal (tại vị:1875–1876, phục vị:1889–1891)

Năm 1876, chính quyền non trẻ của Abdul Rahman bin Faisal chưa kịp ổn định đã bị lật đổ bởi anh trai Abdallah ibn Faisal ibn Turki, ông đã từng nổi dậy vào năm 1887 để chiếm lấy và bảo vệ Riyadh, nhưng những nỗ lực mở rộng quyền kiểm soát của ông đã kết thúc trong thảm họa. Đến năm 1889, ông mới chính thức lấy lại chiếc ghế của mình sau một cuộc tấn công tổng lực, trở thành quân chủ cuối cùng của Nhà nước Ả Rập thứ hai, khi con trai ông Abdulaziz ibn Abdul Rahman ibn Faisal ibn Turki ibn Abdullah ibn Muhammad Al Saud xây dựng nên Nhà nước Ả Rập thứ ba, Abdul Rahman bin Faisal được phong là Imam và được coi là lãnh đạo tinh thần của đất nước Năm 1891, Muhammed ibn Abdulah ibn Rashid của Hail, một chư hầu của Saudis, nhân cuộc tranh giành ngôi vị giữa mấy anh em đã nắm lấy cơ hội can thiệp vào cuộc xung đột và gia tăng sức mạnh của chính mình, dần dần Muhammed ibn Abdulah ibn Rashid mở rộng quyền lực đối với hầu hết Nechd, bao gồm cả Riyadh, cuối cùng ông ta đã trục xuất Abdul Rahman bin Faisalkhỏi Nechd sau trận Mulayda.